# Awdiejewo
Awdiejewo - stanowisko archeologiczne o charakterze otwartym, położone koło Kurska w Rosji. Na stanowisku tym poświadczona jest obecność warstw kulturowych utożsamianych z kulturą kostenkowsko-awdiejewską. Owo stanowisko datowane jest na okres między 21 a 17 tys. lat temu. Odkryto na nim między innymi figurki kobiece, rzeźbione ozdoby kościane, kamienne narzędzia. Odsłonięto tam też pozostałości osady, m.in. ślady półziemianek rozplanowanych wokół niewielkiego centralnego placu.